# Samuel Butler (biskop)
Samuel Butler FRS, född den 30 januari 1774 i Kenilworth, död den 4 december 1839, var en engelsk klassisk filolog, skolman och biskop. Hans sonson var den kände författaren Samuel Butler.
Butler påbörjade sin utbildning vid Rugby School och gick 1791 vidare till St John's College, Cambridge. Han blev Bachelor of Arts 1796, Master of Arts 1799 och Doctor of Divinity 1811. År 1797 blev han fellow vid St John's och 1798 rektor vid Shrewsbury school.
År 1802 fick Butler kyrkoherdetjänsten i Kenilworth, 1807 ett prebende vid Lichfield Cathedral och 1822 blev han ärkedjäkne i Derby; alla dessa utnämningar kombinerades med rektoratet, men 1836 befordrades han till biskop av Lichfields och Coventry stift. Coventry skildes dock från hans stift redan inom ett år.
Butlers biografi skrevs av sonsonen med samma namn (Life and Letters of Dr Samuel Butler, 1896). Han var en stor samlare av böcker och handskrifter.